# Переулок Ногина (Санкт-Петербург)
Переу́лок Ногина́ — переулок в Невском районе Санкт-Петербурга. Проходит от проспекта Обуховской Обороны в тупик за Ткацкий переулок. Длина около 0,2 км.

## История
Назван в ноябре 1962 года (до этого — Школьный переулок по находящейся в переулке земской школе) в честь революционера В. П. Ногина.

## Достопримечательности

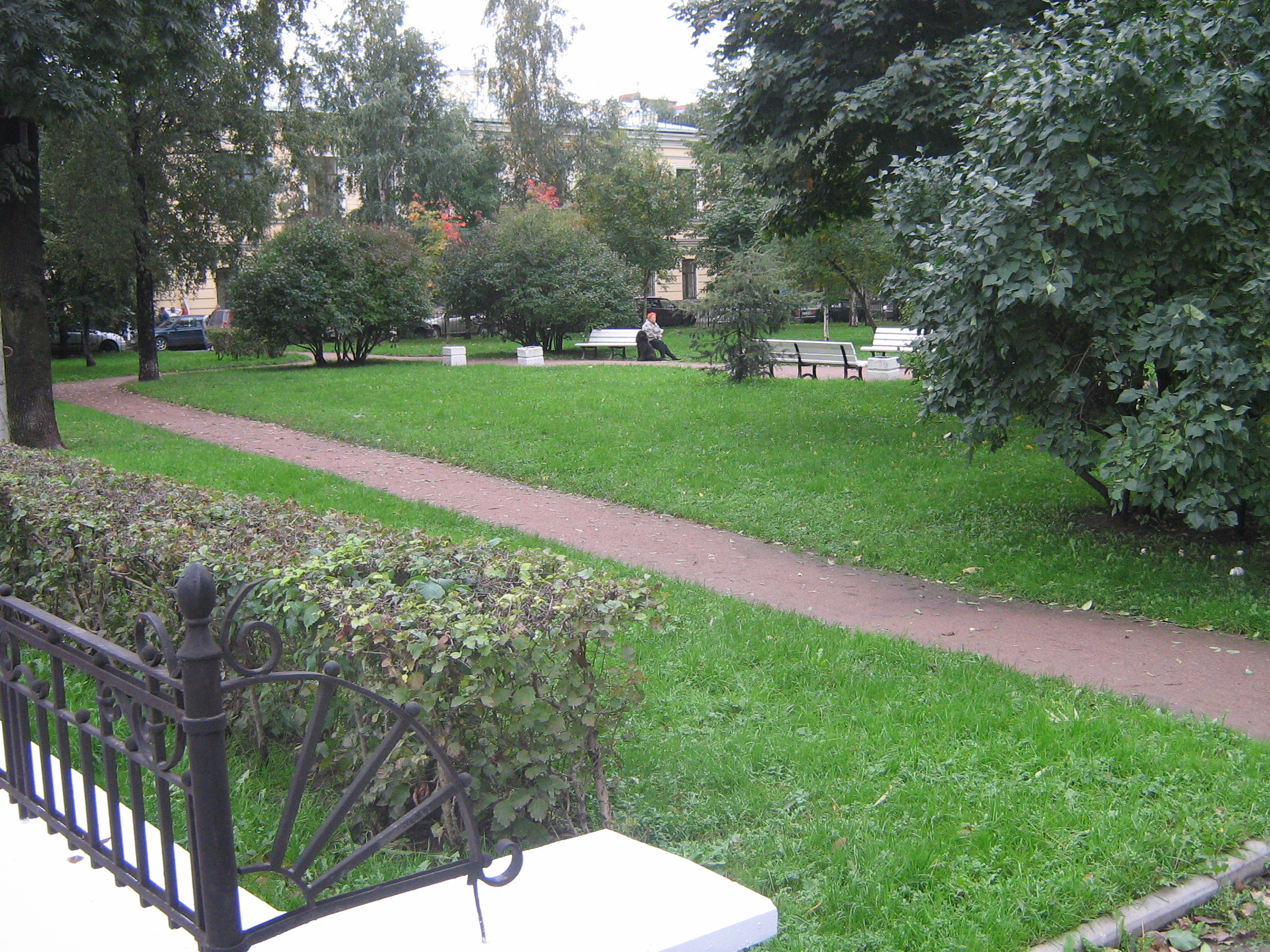
Сад «Фонтанчик»

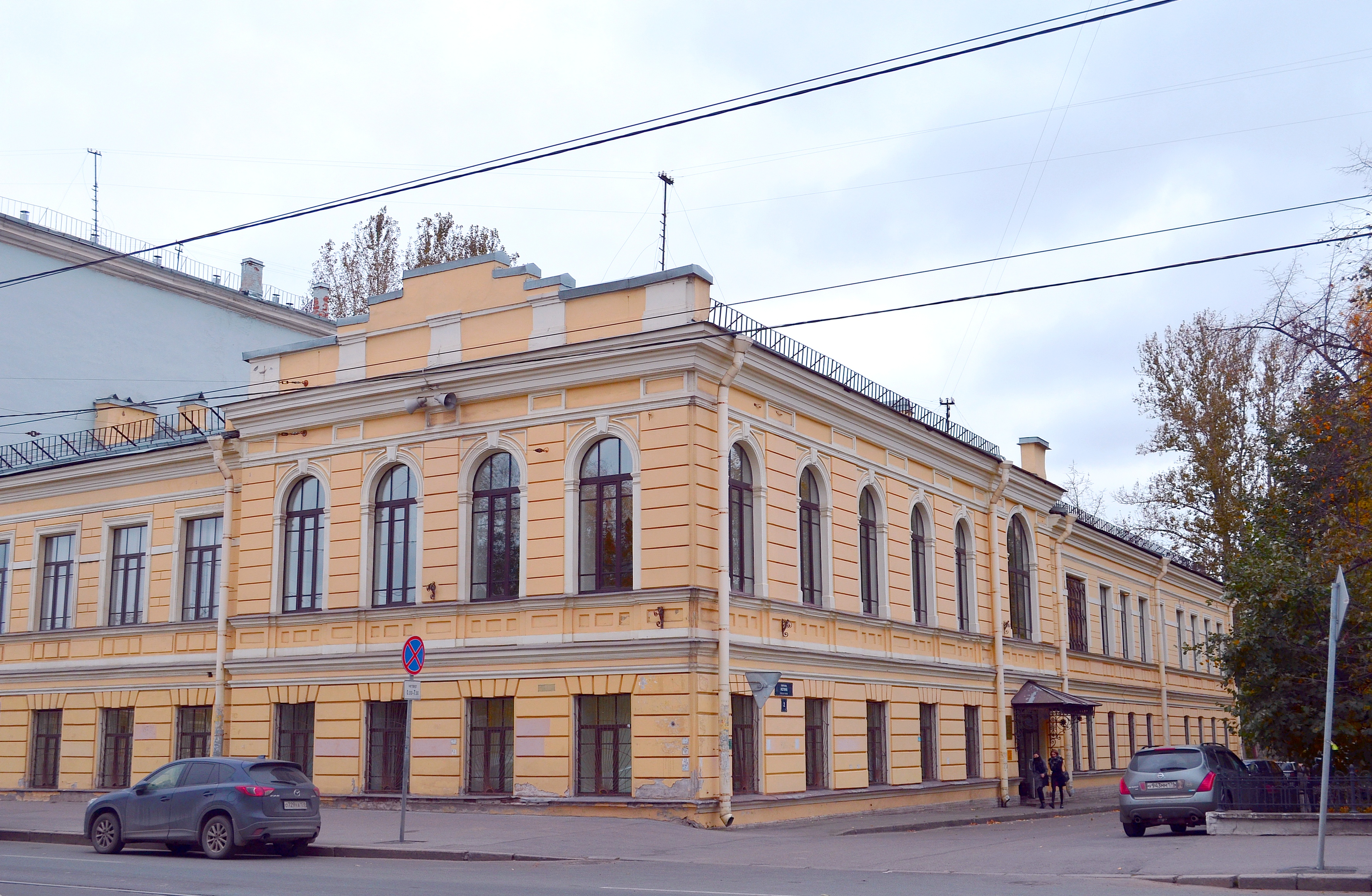
Учебный корпус Института культуры (переулок Ногина, 2)

- Сад «Фонтанчик» между проспектом Обуховской Обороны, переулком Ногина и улицей Ольминского. Находится на месте церкви Смоленской иконы Божией Матери, разрушенной в 1930-х годах.
- Дом № 1 — бывший дом причта церкви Смоленской Божией Матери села Смоленского, 1896.  7830171000
- Дом № 2 (проспект Обуховской Обороны, 85) — бывшее здание Смоленской соединенной земской школы (1998). В настоящее время принадлежит Санкт-Петербургскому институту культуры.  7830172000
- Дом № 4 — бывший дом призрения для престарелых и сирот, а также Смоленский амбулаторный пункт с родильным приютом (1898).  7830172002